# Jakob Möhl
Jakob Möhl (* 1846; † 1916) war ein deutscher Gartenarchitekt und Direktor des Hofgartens in München.

## Leben
1884 wurde Möhl als Nachfolger von Carl von Effner der Hofgartendirektor in München. Zusammen mit seinem Obergärtner Ludwig Schnizlein gründete er den Gartenbaubetrieb Möhl & Schnizlein an der Ismaninger Straße 110 mit Betriebsgelände an der heutigen Brodersenstraße, der u. a. den früheren Zoologischen Garten in München anlegte.

## Werk
Möhl hat die Stadtgestalt Münchens nachhaltig beeinflusst. Er hat auch an der Gestaltung der Gärten der Schlösser Linderhof und Herrenchiemsee mitgewirkt. Auf ihn geht die Verlängerung der Münchner Prinzregentenstraße östlich der Isar zurück, die mit dem Ausbau der Maximiliansanlagen verbunden ist, insbesondere der Prinzregent-Luitpold-Terrasse mit Treppen, Springbrunnen und Gartenanlagen am Friedensengel (1891–1893). Auch die städtebauliche Planung an der nach ihm benannten Möhlstraße, in der er selbst von 1895 bis 1900 wohnte, geht auf ihn zurück.